# Безенгі (гірський район)

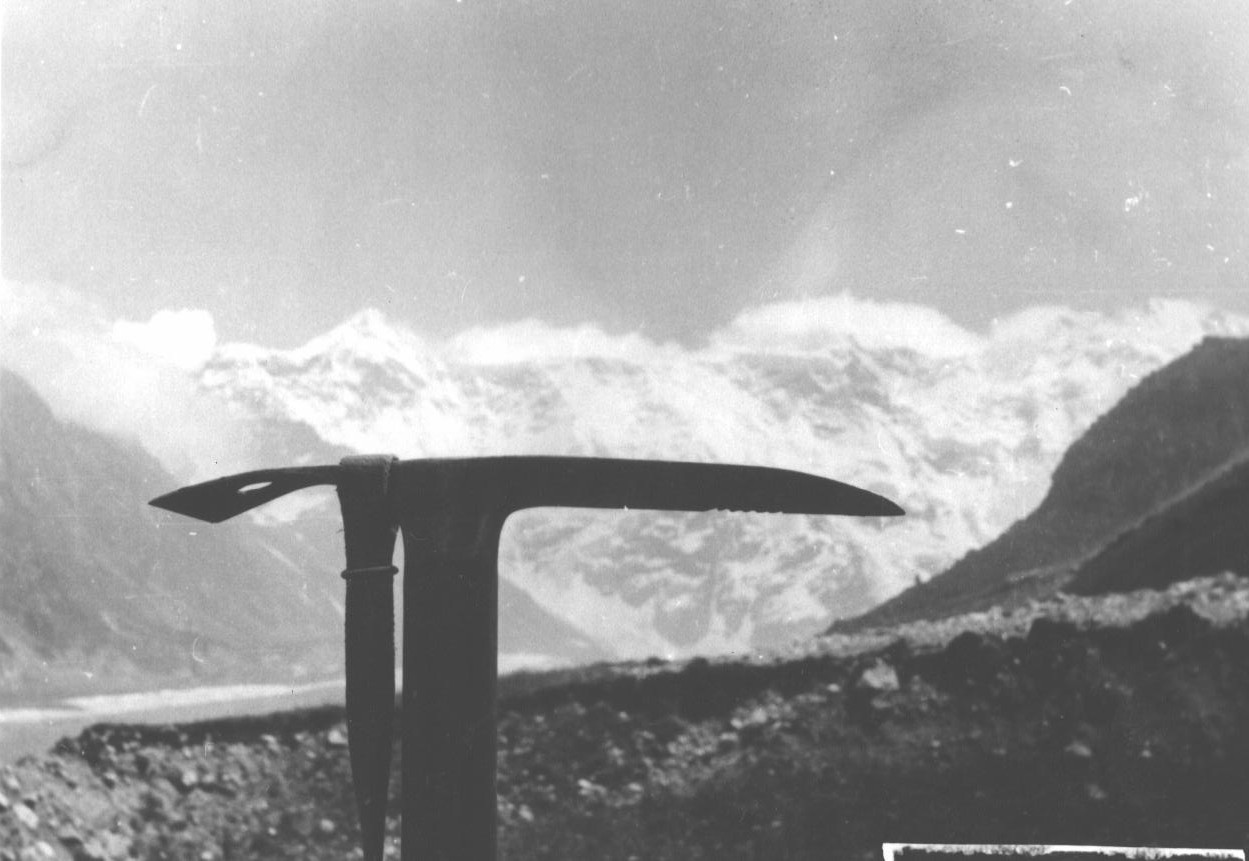
Кавказ. Безенгійська ущелина. На задньому плані — Безенгійська стіна. З фотоархіву Вільнянського альпклубу Запорізької області.

43°06′39″ пн. ш. 43°08′51″ сх. д. / 43.1109° пн. ш. 43.1476° сх. д.Безенгі́ — гірський район Кабардино-Балкарії, центральна, найвища частина Кавказьких гір. Тут знаходиться: Безенгійська стіна, Безенгійський льодовик, розташовано Безенгі (альптабір).

## Вершини району
- Безенгійська стіна
  - Ляльвер (4350)
  - Пік Єсеніна (4310)
  - Гестола (4860)
  - Катин-тау (4974)
  - Джангі-тау (5058)
  - Пік Шота Руставелі (4960)
  - Шхара (5068)
- Боковий хребет
  - Коштан-тау (5152)
  - Крумкол (4676)
  - Пік Тихонова (4670)
  - Міжиргі (4928)
  - Пік Пушкіна (5033)
  - Дихтау (5204)
- Теплий куток
  - Гідан (4167)
  - Пік Архимед (4100)
  - Укю (4346)
  - Пік Урал
- Інші
  - Салинан-баши (4348)
  - Ортокара (4250)
  - Пік Рязань
  - Пік Брно (4100)
  - Міссес-тау (4427)
  - Пік Курсанти (3850)

## Інтернет-джерела
- Безенгійська стіна [Архівовано 15 липня 2013 у Wayback Machine.]